# Pambuffetti PJ-01
La Pambuffetti PJ-01 è la prima autovettura prodotta dalla casa automobilistica italiana Pambuffetti Automobili fondata da Juri Pambuffetti ed è stata presentata al Milano Monza Open-Air Motor Show 2021.

## Design
Il progetto della PJ-01 è nato nel 2017 con l’intenzione di creare un’auto che riproduca l’assetto delle monoposto di Formula 1. Il design è stato curato da Marco Sforna e si caratterizza sul retro per la presenza dell'estrattore che si sviluppa per tutta la larghezza della vettura e lo scarico posto al centro con una forma a goccia che ricorda il logo del costruttore. La parte anteriore presenta un muso appuntito ed elaborato aerodinamicamente riprendendo l’impostazione delle monoposto. Attraverso delle portiere ad ali di gabbiano si accede a un abitacolo molto raccolto, nel quale si trova la pedaliera alzata di 15 cm facendo assumere al guidatore una posizione più distesa. Insieme al volante, estraibile e con i comandi posti su di esso, contribuisce ad emulare le sensazioni di guida in Formula 1.

## Caratteristiche tecniche

### Motore
La PJ-01 dispone di un motore V10 aspirato da 5,2 litri derivato dalla Lamborghini Huracán con una potenza di 700 CV, in grado di arrivare a 820 CV e 800 N·m di coppia mediante un kit di sovralimentazione con compressore. Con 1100 kg di peso, ha un rapporto peso/potenza di 1,3 kg/CV e può raggiungere oltre 320 km/h di velocità massima, accelerando da 0 a 100 km/h in meno di 3 secondi.

### Telaio e sospensioni
Il telaio è realizzato in acciaio e carbonio, l’abitacolo in alluminio e carbonio, mentre la carrozzeria è interamente in carbonio. Le sospensioni adottano un sistema push rod sulle quattro ruote e i freni a disco sono da 380 mm sulle ruote anteriori e da 365 mm sulle posteriori.

### Aerodinamica
La vettura ha un'aerodinamica che sviluppa una deportanza di oltre 500 kg a 280 km/h.